# Fluorovodíkové kaučuky
Fluorovodíkové kaučuky neboli FKM patří mezi fluorouhlovodíkové fluoroelastomerní materiály podle mezinárodního standardu ASTM D1418, zatímco jako FPM jsou nazývány standardem ISO 1629. Běžně jsou nazývány jako fluorkaučuky. Všechny FKM obsahují vinylidenfluorid jako monomerní jednotku. Původně byly vyvinuty firmou DuPont (pod značkou Viton, nyní je vlastněna firmou Chemours), FKM jsou nyní vyráběny mnoha společnostmi, včetně: Daikin (Dai-El), 3M (Dyneon), Solvay S.A. (Tecnoflon), HaloPolymer (Elaftor), Gujarat Fluorochemicals (Fluonox), Zrunek (ZruElast), a několika čínskými producenty včetně VSK Industrial. . Fluoroelastomery jsou dražší než neoprén nebo nitrilové kaučuky, oproti nim však mají lepší tepelnou a chemickou odolnost. FKM lze rozdělit do typů buď na základě jejich chemického složení, obsahu fluoru nebo mechanismu zesíťování.

## Typy
Na základě jejich chemického složení lze FKM rozdělit do následujících typů:

### 1. Typu: P (VDF-HFP)
FKM 1. typu se skládají z vinylidenfluoridu (VDF) a hexafluorpropylenu (HFP). Kopolymery jsou standardním typem FKM, které vykazují dobrý celkový výkon. Ve srovnání s polyvinylidenfluoridem (PVDF) má PVDF-HFP díky kombinaci HFP lepší vlastnosti, jako je vyšší rozpustnost, vyšší hydrofobnost a vyšší mechanická pevnost. Obsah fluoru je přibližně 66 hmotnostních %.

### 2. Typu: P (TFE-HFP-VDF)
FKM 2. typu se skládají z VDF, HFP a tetrafluorethylenu (TFE). Terpolymery mají vyšší obsah fluoru ve srovnání s kopolymery (typicky mezi 68 a 69 hmotnostními procenty fluoru). Tento materiál má jako výhodu vynikající hydrofobnost, mechanické vlastnosti a chemickou odolnost. Je ideálním materiálem pro membránovou destilaci.

### 3. Typu: P (VDF-TFE-PMVE)
FKM 3. typu se skládají z VDF, TFE a perfluormethylvinyletheru (PMVE). Přídavek PMVE poskytuje lepší flexibilitu při nízkých teplotách ve srovnání s kopolymery a terpolymery. Typicky se obsah fluoru v FKM typu 3 pohybuje od 62 do 68 hmotnostních %.

### 4. Typu: P (P-TFE-VDF)
FKM 4. typu se skládají z propylenu (P), TFE a VDF. Zatímco u FKM 4. typu je odolnost vůči zásadám zvýšená, jejich bobtnací vlastnosti, zejména vůči uhlovodíkům, se zhoršují. Typicky mají obsah fluoru asi 67 hmotnostních procent.

### 5. Typu: P (VDF-HFP-TFE-PMVE-E)
FKM 5. typu se skládají z VDF, HFP, TFE, PMVE a ethylenu (E). Známé jsou pro odolnost vůči zásadám a vysokou teplotní odolnost vůči sulfanu.

## Síťovací mechanismy
Jsou zavedené tři typy síťovacích mechanismů fluorovodíkových kaučuků.

### Síťování pomocí diaminu
V zásaditém prostředí je VDF náchylný k defluorizaci, což umožňuje přidání diaminu do polymerního řetězce. Pro neutralizaci vznikající kyseliny fluorovodíkové se používá oxid hořečnatý, který ji přemění na fluorid hořečnatý a vodu. I když se v současné době síťování pomocí diaminu používá vzácně, poskytuje vynikající vlastnosti při lepení ke kovům oproti ostatním síťovacím mechanismům. Schopnost diaminu být hydratován způsobuje diaminovou síť náchylnou k poškození ve vodném prostředí.

### Iontové síťování
V současnosti je nejvíce rozšířený typ síťování. Poskytuje materiálu vyšší odolnost vůči teplotě, zlepšenou hydrolytickou stabilitu a vyšší odolnost proti trvalé deformaci oproti diaminovému síťování. Oproti síťování diaminem se nejedná o mechanismus adiční, ale o aromatickou nukleofilní substituci. Jako síťovací činidlo jsou používány dihydroxy aromatické sloučeniny a jako urychlovač jsou používány kvarterní fosfoniové soli.

### Síťování pomocí peroxidu
Původně bylo peroxidické síťování vyvinuto pouze pro 3. typ FKM, jelikož ostatní typy síťování mohou poškodit části polymerního řetězce obsahující PMVE. Jedná se o radikálový mechanismus. Peroxidicky zesíťovaný materiál je méně odolný teplotě oproti síťování iontovému.

## Vlastnosti
Fluoroelastomery oproti ostatním elastomerům vykazují excelentní odolnost vůči teplotě (až do 260 °C) a agresivním tekutinám.
Odolnost vůči agresivním chemikáliím závisí na typu polymeru a jeho zpracování. Některé typy jsou kompatibilní s uhlovodíky, ale nereagují s ketony, estery, aminy a organickými kyselinami.
Fluoroelastomery mohou být jednoduše odlišeny od ostatních elastomerů díky jejich vysoké hustotě (přes 1800 kg/m3), která je výrazně vyšší než u většiny typů kaučuků.
Při spalování fluoroelastomerů se může uvolňovat fluorovodík.

## Aplikace
Díky jejich unikátním vlastnostem se mohou vyskytovat v následujících aplikacích:
- V ropných rafinériích např. jako těsnění díky jejich chemické odolnosti.
- Analytické a procesní nástroje: separátory, membrány, těsnění, atd.
- Při výrobě polovodičů
- V potravinářském a farmaceutickém průmyslu díky jejich nízké degradaci a odolnosti vůči tekutinám.
- V leteckém průmyslu, jelikož odolávají vysokým i nízkým teplotám.[3]
- V textilním průmyslu díky odolnosti proti opotřebování a blednutí barev po dlouhou dobu i při kontaktu s tělovými oleji a časté expozici UV záření.[16]
- V automobilovém průmyslu jako těsnění, trubky nebo hadičky
- Těsnění z FKM se používá také při potápění, když potápěči používají směs plynů nitrox.
- Rukavice: FKM/butylové rukavice jsou odolné většině silným organickým rozpouštědlům, které by pronikly normálně užívanými rukavicemi.

I když tyto materiály mají širokou škálu aplikací, jejich cena je příliš vysoká, tudíž jsou nepoužitelné pro low-cost produkty.